# 核酮糖-5-磷酸
核酮糖5-磷酸（英語：Ribulose 5-phosphate）是一个戊糖磷酸途径中的终端产物。它亦是卡尔文循环的中间代谢物。
此种物质由磷酸葡萄糖酸2-脱氢酶形成，且可被磷酸戊糖异构酶和磷酸戊糖差向异构酶所作用。